# Applied Spectral Imaging
 (novembre 2019).
Applied Spectral Imaging ou ASI est une société biomédicale multinationale qui développe et fabrique des solutions imagerie par microscopie et de diagnostic pour les hôpitaux, les laboratoires de services et les centres de recherche. La société fournit aux laboratoires de cytogénétique, de pathologie et de recherche des applications cliniques d’imagerie en champ clair, de fluorescence et spectrale . Les échantillons de diapositives sont numérisés, saisis, examinés, analysés et archivés sur des plates-formes ASI afin d'automatiser le processus de traitement et de réduire les erreurs humaines d'identification et de classification des désordres chromosomiques, diverses tumeurs malignes oncologiques, entre autres maladies,,,,. 

## Histoire
Fondée en 1993, ASI s’est initialement intéressée aux dispositifs imagerie spectrale destinés au monde de la recherche. 
En 2002, ASI a entrepris une expansion stratégique sur le marché de la cytogénétique clinique, et a ainsi introduit son système CytoLabView pour le caryotypage et l’ imagerie FISH. 
En 2005, ASI a lancé son système de numérisation automatisé afin d’accroître le débit d’analyse de cas, de compenser les volumes d’échantillons plus importants et d’aider les laboratoires à mieux faire face au déficit de techniciens de laboratoire et d’autres professions. Alors que la demande pour davantage de diagnostics augmentait, ASI s'est attaché à fournir une imagerie et une analyse plus rapides afin d'améliorer le temps de traitement des résultats pour les patients. L'automatisation de la numérisation et les algorithmes ont permis aux technologistes de laboratoire de consacrer plus de temps à l'analyse et à l'analyse des résultats plutôt qu'au travail manuel. 
En 2011, ASI a lancé une plate-forme logicielle propriétaire appelée GenASIs. Le logiciel automatise le processus manuel de diagnostic. Les médecins, les scientifiques médicaux et les techniciens de laboratoire intègrent la technologie numérique pour gérer la visualisation de la diapositive et calculer l'analyse. À l'aide d'algorithmes, les tissus, les cellules en suspension et les chromosomes sont analysés pour déterminer les aberrations, la classification des cellules, le score de proportion de tumeur, etc. Le chargeur de bacs à haut débit d'ASI, introduit la même année, a été fabriqué pour automatiser le processus d'échantillonnage et de numérisation,. 
En 2017, ASI a introduit PathFusion et HiPath Pro, la suite complète d'imagerie de pathologie de la société pour les logiciels de visualisation et d'analyse H & E, IHC et FISH, y compris appariement des tissus et l'imagerie de lames entières,. 

### Autorisations FDA
ASI a un large portefeuille approuvé par la FDA. Ses produits et son système qualité (QS) sont conformes aux normes et réglementations relatives aux dispositifs médicaux IVD. 
- 2001: autorisation de la FDA pour le produit BandView
- 2005: autorisation de la FDA pour le produit FISHView
- 2007: autorisation de la FDA pour l'application SpotScan pour le CEP XY
- 2010: approbation de la FDA pour l'application SpotScan pour HER2 / neu
- 2011: approbation de la FDA pour l'application SpotScan pour UroVysion
- 2013: autorisation de la FDA pour l'application SpotsScan pour ALK
- 2015: approbation de la FDA pour le système HiPath de la famille IHC HER2, ER, PR et Ki67 [8]

### Les brevets
Les brevets ASI couvrent des méthodes et des instruments pour les domaines généraux des sciences de la vie. Certaines des revendications sont spécifiques à un type particulier de matériel, d'autres ont une portée plus générale et font référence à l'application plutôt qu'à l'instrument. Certains des brevets originaux concernent des systèmes d’imagerie spectrale basés sur l’interférométrie et d’autres instruments d’imagerie spectrale,,. 

## Les fonctionnalités
Les fonctionnalités qu'Applied Spectral Imaging fournit aux laboratoires et aux hôpitaux incluent le balayage automatisé des diapositives, l'interface d'applications, l'imagerie complète des diapositives, le scoring et l'analyse, des capacités de partage pour la révision d'équipe et la validation finale, la gestion de la base de données, l'archivage sécurisé des rapports, la connectivité au LIS et la normalisation essai. 

### Applications cliniques
Les applications cliniques d'ASI pour les laboratoires incluent la notation de l'analyse des chromosomes et du caryotypage, le caryotypage par fluorescence, le caryotypage spectral, le caryotypage de plusieurs espèces, la numérisation et la détection des métaphases et des interphases, la révision et l'analyse FISH, la correspondance du tissu FISH avec H & E / IHC, la diapositive entière Brightfield imagerie, score quantitatif IHC, micronoyau bloqué par cytokinèse, annotation et mesure de région d'intérêt, couplage des tissus et imagerie FISH, analyse et documentation de la coloration IHC membranaire, analyse et documentation de la coloration nucléaire IHC, modules de comparaison des chromosomes, visualisation complète de la diapositive, amélioration et la documentation, la gestion des requêtes et la connectivité réseau de plusieurs systèmes d'un réseau. 

### Des produits
- ASI HiPath Pro - Système d’ analyse d’ imagerie sur fond clair pour une variété de besoins en histopathologie, y compris la notation par IHC et l’ imagerie sur lame entière d’échantillons H & E / IHC.
- ASI PathFusion - Comble le fossé entre la pathologie de Brightfield et FISH. Combine l'imagerie de toutes les lames, le calcul FISH sur tissus et la correspondance numérique des échantillons FISH avec des échantillons d'hémotoxyline et d'éosine (H & E) ou d'immunohistochimie (IHC).
- ASI HiBand - Analyse chromosomique numérique pour le comptage, l'indexation et le caryotypage .
- ASI HiFISH - Diagnostic FISH informatique pour la classification, l'analyse et l'analyse d'images.
- ASI CytoPower - Imagerie et analyse pour le caryotypage numérique et le diagnostic FISH.
- ASI Rainbow - Solution d’analyse et d’imagerie multicolore pour échantillons en fluorescence et en champ clair[12]